# Psicología social de la educación
La Psicología social de la educación estudia el proceso educativo como proceso social, las interacciones que implica y el contexto en el que se produce. Es decir, es aquella disciplina que estudia la interacción y los productos sociales en el contexto de situaciones y problemas educacionales, centrando principalmente su atención en las organizaciones educativas como la escuela entre otras. Se trata de toda una visión del proceso educacional a través de los ojos de un Psicólogo social. 
La Psicología social aporta a la práctica educativa y contribuye a ésta por ser la única rama de la Psicología que estudia los procesos interpersonales, ya que los fenómenos y procesos educativos son eminentemente dados por las relaciones con otros. No obstante, para que esta nueva rama pueda consolidarse, es necesario que: En primer lugar, ésta salga del ámbito académico y se traslade a lo cotidiano; y por otro lado, exista una estrecha relación entre los profesionales de la Psicología social y de la Educación.
Entre los temas más actuales y relevantes de esta disciplina cabe destacar la convivencia escolar, motivación, el acoso escolar así como la forma de prevenirlos.

## Orígenes e historia
La mayoría de los textos e investigaciones sobre la Psicología social de la educación no surgen como disciplina autónoma hasta finales de los sesenta y principios de los setenta. Su auge se produce después de la Segunda Guerra Mundial. Este hecho se debe a los estragos de la gran guerra y de utilizar la educación y el conocimiento de la Psicología social como forma de educar a las futuras generaciones sobre los estragos del conflicto bélico, como herramienta para solventar adecuadamente posibles confrontaciones y fomentar la Democracia y un estado de bienestar justo y certero. 
Un gran precursor fue Kurt Lewin, quien señaló las aplicaciones educativas de la propia Psicología social. Es por esta razón que se le considera uno de los padres de la propia Psicología social de la educación. 
Acto seguido y de la mano de otros Psicólogos sociales, surgieron otras investigaciones relevantes para la educación:
- Formación de normas e influencia social. (Muzafer Sherif, 1936; Solomon Asch, 1952; Richard Crutchfiel, 1955)
- Cooperación y competitividad. (Muzafer Sherif 1953)
- Personalidad autoritaria. (Theodor Adorno, 1950)
- Dogmatismo (Milton Rockeach, 1960)

## Diferencias entre la Psicología de la educación y la Psicología social de la educación
La Psicología de la educación se centra en procesos que solo acontecen al aprendizaje. Mientras, la Psicología social de la educación defiende que la educación, no es solamente un proceso individual de enseñanza, sino que incluye también una dimensión colectiva en la que interfiere la sociedad. Es decir, las actitudes, aptitudes y comportamientos intelectuales que se fomentan desde la educación tienen su origen y expresión reciproca en el ámbito psicosocial. Es por tanto, que el aprendizaje debe tener en cuenta las perspectivas sociales del momento.

## Dimensiones
La estructura de sus contenidos gira en torno a dos dimensiones:
- Entre los contextos se incluyen la escuela, la familia, la influencia de los medios de comunicación y las nuevas tecnologías, así como la del conjunto de la sociedad.
- Los procesos sociales incluyen las percepciones, expectativas, motivaciones, conductas, concediendo una especial importancia a la interacción con otras personas.

## Principales contenidos
- Procesos psicosociales básicos que relacionan la interacción social y la estructuración de la personalidad: percepción social, atribución de causalidad y la identidad social como el conflicto sociocognitivo, las expectativas y el aprendizaje cooperativo.
- Estudios sobre la influencia social.
- La motivación y actitudes en la interacción y dinámica educativa.
- Actitud, prejuicio, discriminación, sexismo, racismo comunicación persuasiva y el cambio de actitudes.
- Análisis del aula: relaciones formales e informales, liderazgo, relaciones entre iguales...
- Técnicas de dinámicas de grupo.
- Estudios sobre la comunicación y habilidades sociales.
- El clima social: mantenimiento de un buen ambiente socioeducativo en contra del estrés.

## Niveles de actuación
- Interindividual: Centrándose en los temas básicos de la Psicología social como la motivación, actitudes, percepciones...
- Grupal: Considerando el aula como grupo y analizando fenómenos como el liderazgo, conflictos o el clima social.
- Organización educativa: Condicionada por los procesos que ocurren en las instituciones educativas como la escuela. Se estudian los roles, normas, objetivos de la propia organización y la jerarquización entre otros.
- Comunitario: Ubica la actividad educativa en un marco contextual amplio de tipo macro, como la familia, el barrio o la sociedad en general.

- Datos: Q6090400